# Комплекс Попелюшки

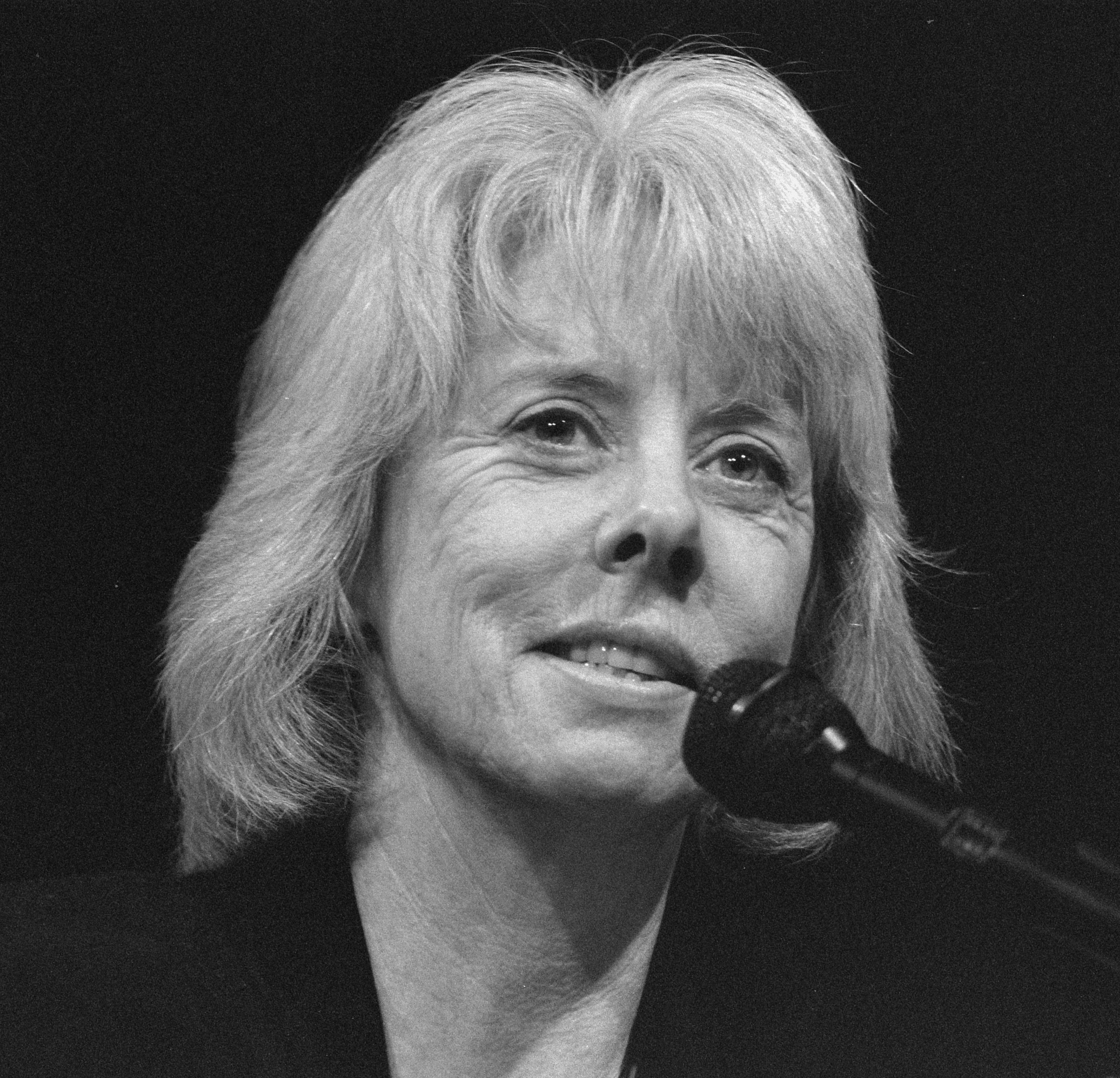
Колетт Даулінг в 1989 році

Комплекс «Попелюшки» був вперше описаний Колетт Даулінг, авторкою книги про страх незалежності у жінок - несвідоме бажання бути залежною від когось. Вважається, що комплекс є більш характерним для зрілого віку.
Комплекс названий на честь казкового персонажа Попелюшки. Він ґрунтується на зображеній в цій історії ідеї жіночості, де жінка красива, витончена, ввічлива, вміє підтримати, працьовита й незалежна, однак перебуває під тиском інших жінок з її оточення. Вона не здатна змінити ситуацію своїми силами і потребує підтримки, як правило, від чоловіка. (тобто принца).

## Критика
Цей феномен або синдром став цілковитим поясненням того, чому жінки прагнуть зберегти невдалі відносини.

## Захист
Концепція зрілої залежності Рональда Ферберна кидає виклик масовому приниженню залежності на користь ідеалу незалежності. Керол Гілліган у своєму феміністичному русі також наголошує на важливості самовизначення в товаристві / встановлених відносинах.

## Поп-культура
Термін «Комплекс Попелюшки» вже використовувався британською письменницею Агатою Крісті в її детективному оповіданні «Гікорі Дікорі Док» у 1955 році. Студент факультету психології, Колін Макнабб, діагностує комплекс Попелюшки у Селії Остін. А в 1960 році Осберт Сітвелл опублікував комедію «The Cinderella Complex».
У фільмі «Тутсі», Тері Гарр говорить Дастіну Хоффману під час їх розлучення в кінці фільму: «Я читала про „комплекс Попелюшки“, я знаю, що відповідаю за свій власний оргазм! Мені все одно, я просто не терплю брехні!»
У 4 епізоді «Помста і каяття» телесеріалу «Поліцейський відділок», Джойс Брадс отримує від Джонні пораду про те, як лікувати комплекс «Попелюшки»: «Скажіть їм прислухатись до своїх неусвідомлених почуттів, рости і розвиватись разом з партнером»
Комплекс Попелюшки також згадується в серіалі «Статеве виховання» від Netflix (2019).